# 액자 구조
액자 구조(額子構造)는 액자가 그림을 둘러서 그림을 꾸며주듯, 바깥 이야기(외부 이야기)가 그 속의 이야기(내부 이야기)를 액자처럼 포함하고 있는 기법을 말한다. 액자 구조는 대개 외부 이야기에서 내부 이야기로 흘러가다가 내부 이야기가 끝나면 다시 외부 이야기로 흘러가는 것이 보통이며, 시점이 불투명하게 변화하기도 하는데, 대개 외부 이야기는 1인칭 시점, 내부 이야기는 3인칭 시점으로 진행된다.
액자 구조는 외부 이야기를 내부 이야기 밖에 두면서 내부 이야기의 진실성을 부여하고자 쓰인다. 주의할 점은, 내부 이야기가 무조건 사실이라는 것이 아니라, 내부 이야기가 마치 사실인 것처럼 보이게 하고자 한 것이다.
액자 구조는 소설뿐 아니라 희곡, 영화나 텔레비전의 시나리오, 시, 음악, 심지어는 철학에도 사용될 수 있다.
액자 구조 기법이 쓰인 소설로는 《배따라기》,《구운몽》,《허생전》,《등신불》,《옥갑야화》,《붉은 산》,《화수분》,《칼멘》 등이 있다.

## 갈래
액자 소설에는 다음과 같은 다양한 갈래로 나뉠 수 있다.
- 순환적 액자소설

외부 이야기 안에 여러 내부 이야기가 들어간 액자소설

예:《데카메론》,《천일야화》
- 단일 액자소설

외부 이야기 안에 하나의 내부 이야기가 들어간 액자소설

예:《까치소리》,《배따라기》
- 목적 액자소설

사교적인 즐거움이나 목적이 있는 액자소설

예:《데카메론》,《천일야화》
- 인증적 액자소설

내부 이야기의 진실성을 더욱 강조하는 것으로, 구체적인 물품이나 증거품들이 나타난다.

예:《무녀도》

## 같이 보기
- 극중극
- 미장아빔(mise en abyme)